# Henning E. Brøndum
Henning Emil Brøndum (* 10. März 1916; † 8. Mai 1947) war ein dänischer Nationalsozialist und Kollaborateur der deutschen Besatzungsmacht im Zweiten Weltkrieg.
Als Zwanzigjähriger wurde er Mitglied der im November 1930 gegründeten Dänischen Nationalsozialistischen Arbeiterpartei (dän.: Danmarks Nationalsocialistiske Arbejderparti, DNSAP). Beim Ausbruch des Zweiten Weltkriegs meldete er sich bei der Waffen-SS und wurde an der Ostfront sowie in Jugoslawien eingesetzt. 1944 schloss er sich der sogenannten Petergruppe an, die im Auftrag der deutschen Besatzungsmacht Terroraktionen ausführte, bei denen insgesamt rund fünfzig Dänen ihr Leben verloren. Der Name der Gruppe geht auf deren deutschen Führer Otto Schwerdt zurück, dessen Deckname Peter Schäfer lautete. Nach dem Krieg wurde die Gruppe auch Brøndumbande genannt, da Brøndum an zahlreichen Aktionen maßgeblich beteiligt war. Besonders bekannt geworden sind der Ausgleichsmord an Pastor Kaj Munk am 4. Januar 1944 sowie die Zerstörung des Aussichtsturmes Odinstårnet in Odense am 14. Dezember 1944.
Sieben dänische Mitglieder der Petergruppe (Henning E. Brøndum, Kaj Henning Bothilsen Nielsen, Ib Nedermark Hansen, Aage Thomas Mariegaard, Robert Lund, Helge Erik Lundqvist und Svend Thybo Sørensen) wurden im April 1947 zum Tode verurteilt und in der Nacht vom 8. auf den 9. Mai 1947 hingerichtet.